# Platinotipia

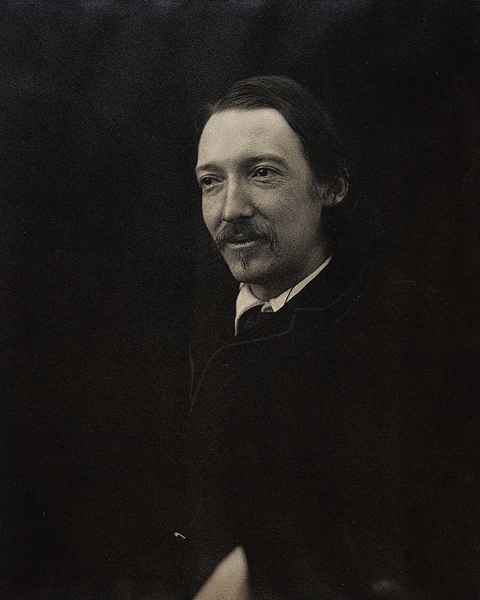
Imagen de Robert Louis Stevenson de Albert George Dew-Smith, 1885. Platinotipia de 36.90 x 29.20 cm, colección de la National Galleries of Scotland.

La platinotipia es un antiguo procedimiento fotográfico que obtiene copias monocromas por contacto en materiales sensibilizados con sales de platino y hierro, tras un revelado con oxalato. Fue un procedimiento considerado como impresión noble por los fotógrafos pictorialistas.
Una diferencia con el proceso de impresión de plata es que el platino se encuentra en la superficie del papel, mientras que la plata se encuentra en una emulsión de gelatina o albúmina que cubre el papel. Como resultado la imagen final está formada por platino impregnado en el papel, aunque en algunos casos se empleaba paladio en su lugar. En torno a 1918 dejó de producirse el papel al platino necesario. Sin embargo aún se emplea utilizando medios artesanales.

## Historia
La primera persona que trató sobre la acción de los rayos de luz sobre el platino fue Ferdinand Gehlen de Alemania en 1830. Al año siguiente, su compatriota Johann Wolfgang Döbereiner determinó que la acción de la luz sobre el platino era bastante débil, pero que algún producto podría combinarse con el platino para aumentar su sensibilidad. Tras varios experimentos se encontró que el oxalato férrico producía ese efecto. La combinación de estos dos metales sigue siendo la base del proceso de la platinotipia.
En 1832 Sir John Herschel y Robert Hunt llevaron a cabo sus propios experimentos perfeccionando el proceso químico. En 1844, en su libro Researches on Light (Investigaciones sobre la luz), Hunt describió por primera vez el uso del platino para hacer una impresión fotográfica. Sin embargo, aunque intentó varias combinaciones en el procesado químico, no consiguió mantener la permanencia de la imagen. Todas sus impresiones desaparecieron tras unos meses. No obstante en años posteriores pudo comprobar que las impresiones que dejó en la oscuridad se desvanecieron muy lentamente, pero volvieron a resurgir con la característica de convertirse en positivos del negativo empleado.
En la década de 1850, sin embargo, la aparición de otros procesos fotográficos como el colodión húmedo empezaron a ser ampliamente utilizados, por lo que desde un punto de vista comercial, dejó de interesar este proceso tan caro. Entre las pocas investigaciones en esta época cabe destacar las realizadas por C. J. Burnett y Lyonel Clark en Gran Bretaña. Así, en 1859 Burnett publicó un artículo en el British Journal of Photography describiendo el uso de cloroplatinato de sodio como agente de fijación. Esta modificación del proceso permitía una suficiente permanencia de la imagen para ser exhibida en público. Ese mismo año Clark obtuvo resultados similares utilizando un proceso ligeramente diferente.
En 1873 se concede a William Willis la primera patente para un proceso de platinotipia. Willis presentó el método del baño caliente empleando una mezcla de oxalato de hierro y de cloroplatinato de potasio para impregnar el papel que luego exponía a un negativo por contacto, revelándolo después en una disolución caliente de oxalato de potasio. Este es el proceso básico que se continúa empleando. En 1878, Willis obtuvo una segunda patente que simplificaba su proceso inicial eliminando la necesidad de un baño de hiposulfito posterior y dos años después otra patente que refinaba aún más el proceso.
Aunque en 1880 el proceso químico estaba bastante perfeccionado todavía no existía un método fiable para la preparación individual de papel necesario. En 1882 Giuseppe Pizzighelli y Arthur V. Barón Hubl publicaron una tesis describiendo un proceso sencillo para la preparación del papel y en 1887 Pizzighelli lo pudo patentar haciendo viable la producción comercial. este nuevo proceso se conoció como Pizzitype y se comercializó con el nombre de Dr. Jacoby's Printing Out Paper.
Para esta época Willis había desarrollado dos patentes para revelar en un baño frío para el que consiguió fabricar papel y lo comercializó a través de la empresa Platinotype Company. El éxito de esta empresa le permitió facturar en 1906 en Estados Unidos por valor de 273.715 dólares. Poco antes en 1901 la empresa Eastman Kodak intentó desarrollar un proceso similar pero no obtuvo la calidad necesaria, por ello intentó comprar la empresa de Willis pero al negarse compró una empresa nueva a Joseph Di Nunzio en Boston y comenzó a producir papeles bajo el nombre de Angelo durante varios años.
En el momento en que Willis comenzó a utilizar la platinotipia, el platino era un producto relativamente barato en comparación con la plata, pero en 1907 era 52 veces más caro que la plata por lo que Eastman Kodak y otros productores dejaron de fabricar papel en 1916. Además, Rusia disponía del 90% de las reservas de platino y al estallar la Primera Guerra Mundial empleó todos los recursos en la contienda. Como consecuencia los fotógrafos empezaron a emplear el paladio o a combinarlo con el platino.
En 1882 lo introdujo en España Luis L. Mariani.

## Fundamentos químicos
El proceso se basa en la sensibilidad a la luz del oxalato férrico, que se reduce a oxalato ferroso por la acción de los rayos UV. Este reacciona con el platino (II) o el paladio (II) reduciéndolos a platino, que es la base de la imagen.
Se puede modificar el contraste y el "color" de la imagen final variando la cantidad de platino y  paladio frente a los productos químicos oxidantes como el peróxido de hidrógeno y el dicromato de potasio o clorato de potasio. Debido a la falta de uniformidad de la capa de la mezcla y a las fases del proceso, no existen dos impresiones exactamente iguales, lo que proporciona cierto valor de obra única a la platinotipia.
La baja sensibilidad inherente del proceso se debe a que el oxalato férrico es sensible solamente a la luz ultravioleta, por ello se pueden utilizar fuentes de luz específicas y los tiempos de exposición deben ser muchas veces mayores que los utilizados en procesos fotográficos con base de plata. Por otro lado al no existir papeles sensibilizadios en el mercado el fotógrafo que desee utilizar esta técnica debe prepararse su propio papel mediante la distribución de la mezcla utilizando una brocha o por otros procedimientos artesanales; también se pueden utilizar otras bases como telas, cerámicas, etc en vez de papel.

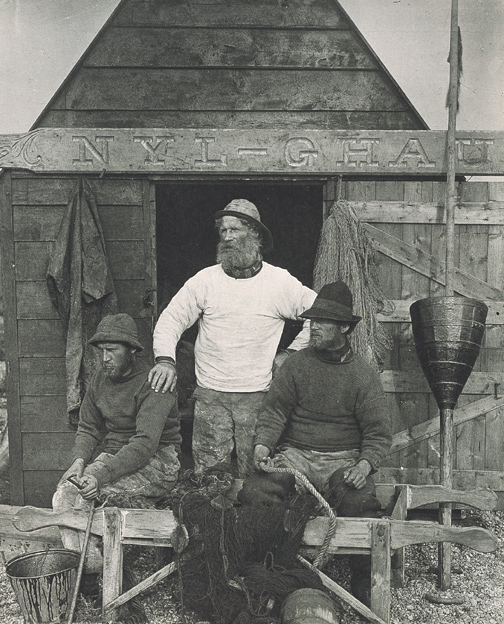
Pescadores de la costa este, 1886. Platinotipia de Emerson.

## Cualidades estéticas
La platinotipia es apreciada por los fotógrafos y coleccionistas debido a su gama tonal, la calidad de superficie y su permanencia. Una impresión de platino incluye una amplia escala de tonos desde negro a blanco, una gama delicada y rica desde el negro caliente al marrón rojizo y un rango de tonos grises medios imposibles de conseguir en las impresiones de plata. Así mientras las sombras más profundas aún presentan información se obtienen blancos delicados y con una profundidad de la imagen viva y tridimensional. Por otro lado, la platinotipia es uno de los procesos fotográficos más duraderos ya que sus metales (el platino y paladio) son más estable que el oro, por lo que se estima que una imagen de platino, realizada adecuadamente puede durar miles de años.
Entre las características más deseables se encuentran:
- Superficies completamente no reflectantes.
- Amplio rango tonal.
- Al no tener base de gelatina las impresiones no muestran la tendencia a enrollarse.
- Sus tonos más oscuros son más suaves que los producidos en fotos con base de plata, lo que proporciona una imagen con mayor densidad tonal.
- Son más resistentes al deterioro y se puede emplear un papel de tejido al 100%.

## Algunos fotógrafos que emplearon esta técnica
- Manuel Álvarez Bravo
- Isabel Muñoz
- James Edward Abbé
- Alvin Langdon Coburn
- Peter Henry Emerson
- Imogen Cunningham
- F. Holland Day
- Frederick H. Evans
- Edward S. Curtis
- Laura Gilpin
- Frederick Hollyer
- Gertrude Kasebier
- Irving Penn
- Edward Steichen
- Alfred Stieglitz
- Paul Strand
- Edward Weston
- Clarence H. White